# Sklárna a rafinerie Josef Inwald

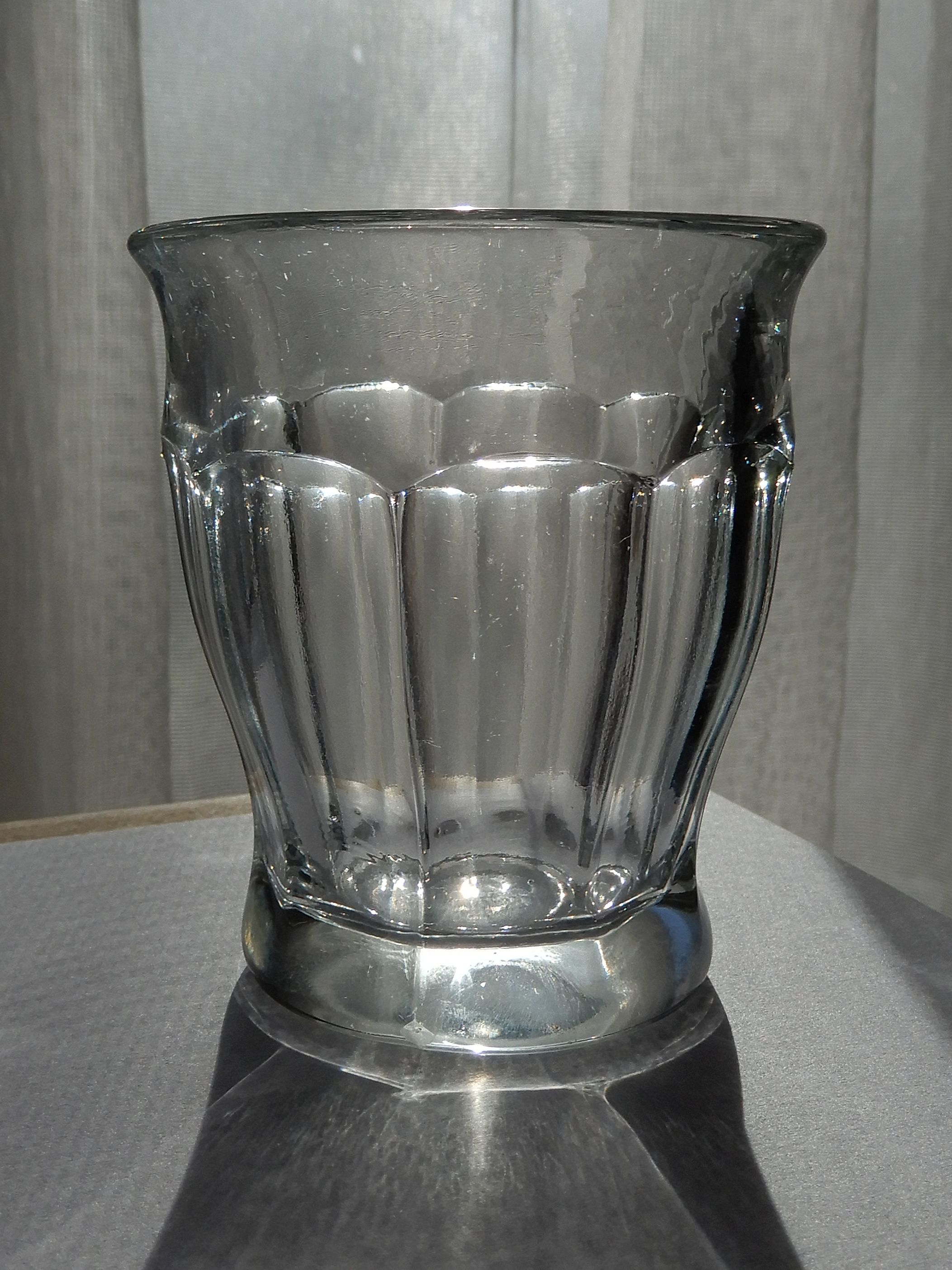
Inwaldova sklenka značky Durit, 1914-1940, odlivka 0,1 litru

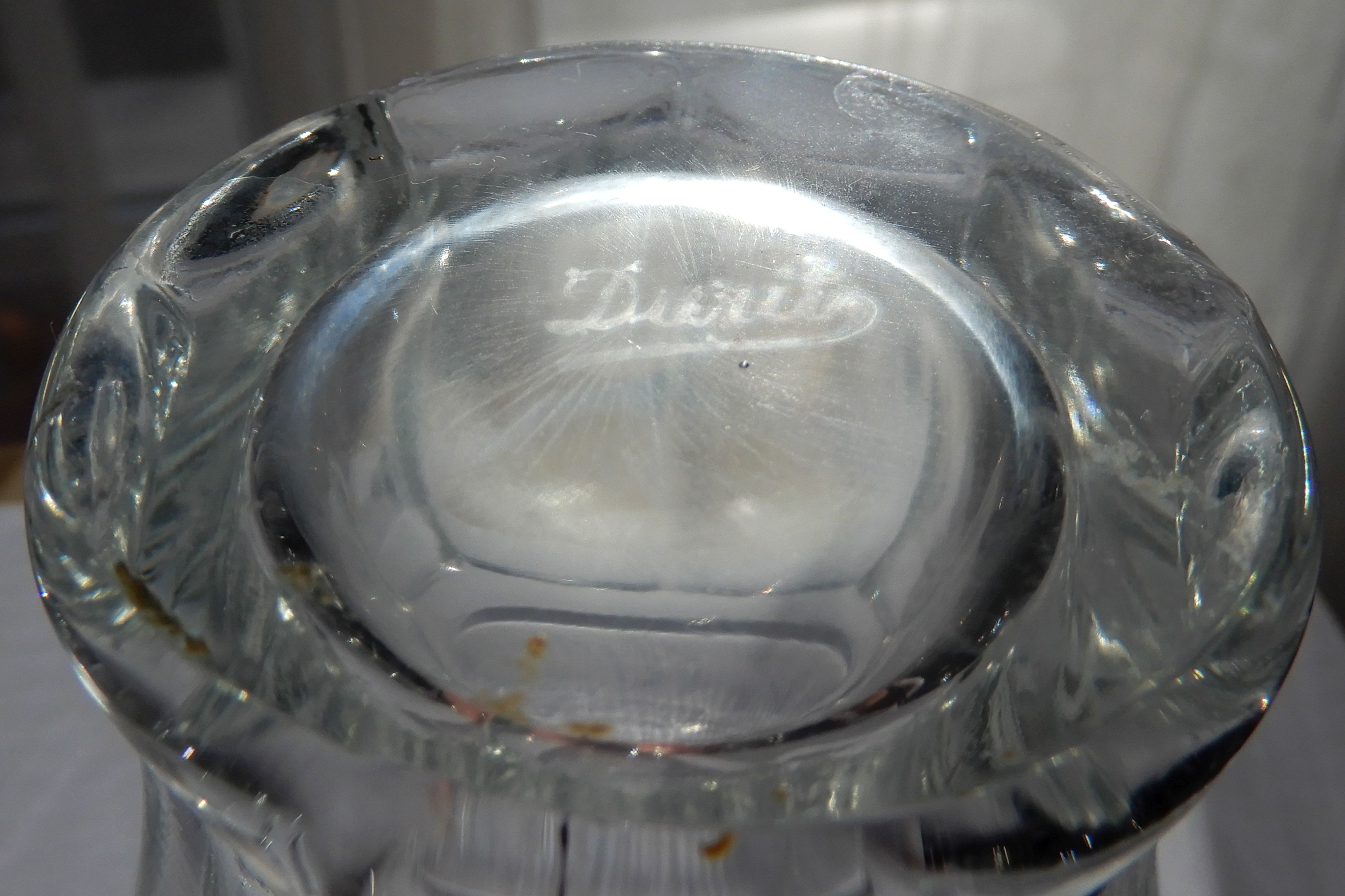
Leptaná značka ve dně sklenky Durit; Josef Inwald,1914-1940

Sklárna a rafinerie Josef Inwald (Josef Inwald, Cís. král. výsostné privilegované sklárny a raffinerie na Zlíchově) je bývalý průmyslový areál v Praze, který se rozkládal jihozápadně od Smíchovského nádraží. Ohraničovaly jej z východu trať 171 do Plzně a ze západu trať 122 do Hostivic. Většina budov byla zbořena při stavbě Zlíchovského tunelu a ulice Dobříšská. Původně patřila sklárna ke Zlíchovu, adresa Sklářská 3213/15. Později byl pozemek a zbylé stavby převedeny do katastru Smíchova.

## Historie
Inwaldova sklárna a rafinerie skla byla největší pražskou sklářskou továrnou. Ve dvou pecích se 24 pánvemi se vyrábělo jemně broušené křišťálové sklo, sklo lité, lisované, kryty na osvětlovací tělesa nebo luxusní duté sklo. Byla zde dílna na leptání skla, malírny, brusírny a rytecké dílny. Sklárna měla vlastní železniční vlečku. Po smrti Josefa Inwalda roku 1906 převzali podnik jeho synové Oskar a Rudolf, kteří továrnu proměnili na akciovou společnost. Distribuci zajišťovala pražská kancelář se vzorkovou prodejnou a výkladní skříní v Bredovské ulici č. 11.

### Sortiment výrobků
- Od roku 1914 firma měla zaregistrovanou značku nerozbitného picího skla Durit. Patřily k nim například lisované pivní sklenice, žebrovaná sklenice na kruhové patce k pití absintu[3], a lisovaná žebrovaná „kultovní“ sklenička z čirého hutního skla, vyráběná ve dvou velikostech: odlivka o obsahu 0,1 litru a standard 0,2 litru, vždy s reliéfní nebo leptanou značkou ve dně. Dodávala se ve velkém do stravovacích provozů i do prodejen maloobchodu. Bez značky a v horší kvalitě skla ji státní sklárny vyráběly až do roku 1996.
- Soupravy patentních zavařovacích sklenic systému Inwald s víčkem a plechovým pérkem se dodávaly i se zavařovacím hrncem[4]
- tabulové sklo technické, luxfery
- v letech 1919-1940 se vyráběly kryty svítidel ve stylu art deco a funkcionalismu.

Provoz výroby na Zlíchově byl během hospodářské krize roku 1932 omezen, podnik uzavřen o tři roky později s výrobou přesunut do závodu v Teplicích-Šanově. Po zastavení vydávání Národních listů v roce 1941 koupila akciová společnost Sklárny a rafinerie, Josef Inwald budovu Pražské akciové tiskárny v Praze II na tehdejší Beethovenově ulici čp. 3 (Glasfabriken und Raffinerien Josef Inwald A.-G., Beethovenstr. 3, Prag, Josef Haydn, Zuckmantel/Pozorka). Znárodněné závody v Teplicích na podnik Sklo Union převzala Škodovka. Pražskou budovu získalo v roce 1945 jako konfiskát ministerstvo zemědělství, které je přidělilo Jednotnému svazu českých zemědělců.

## Současnost
Mezi léty 1989–2000 byla při stavbě Městského okruhu většina staveb zbořena, zůstala jen budova v severní části, kterou roku 2002 zdevastovala stoletá povodeň. Po částečné adaptaci ji od roku 2005 využívá MeetFactory, o.p.s., neziskové mezinárodní centrum současného umění, založené roku 2001.